# Sosa
För andra betydelser, se Sosa (olika betydelser).
Sōsa (匝瑳市, Sōsa-shi) är en stad i den japanska prefekturen Chiba på den östra delen av ön Honshu. Den har cirka 40 000 invånare, är belägen nära kusten mot Stilla havet och ingår i Tokyos storstadsområde. Sōsa bildades 23 januari 2006 genom en sammanslagning av staden Yōkaichiba med kommunen Nosaka.